# پر کریستیانسون
پر کریستیانسون (انگلیسی: Per Christiansson؛ زادهٔ ۲۱ ژوئن ۱۹۶۱) دوچرخه‌سوار اهل سوئد است.